# Fuirena robusta
Fuirena robusta är en halvgräsart som beskrevs av Carl Sigismund Kunth. Fuirena robusta ingår i släktet Fuirena och familjen halvgräs. Inga underarter finns listade i Catalogue of Life.